# Іанта (міфологія)

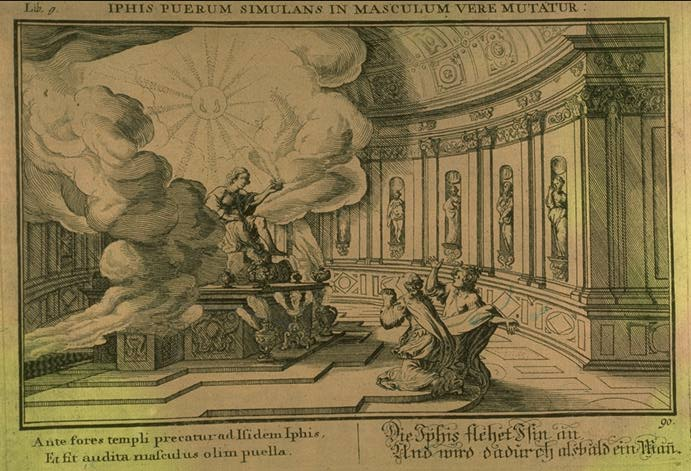
Іфіс змінює стать через кохання до Іанти. Ілюстрація Іогана Баєра (Johann Wilhelm Bauer) до «Метаморфоз» Овідія, 1703 рік

Іанта або Янта (пурпурова або фіолетова квітка) — ім'я однієї з трьох героїнь в грецькій міфології.
- Іанта — критська дівчина, яка була заручена з Іфіс. Іфіс була дівчиною, яку виховували як хлопця, вона також закохалася в Іанту і молилася богам, щоб дві жінки могли вступити у шлюб. Іфіс стала юнаком і одружилася з Іантою[1].

- Іанта — одна з-поміж 3000 синів і дочок титана Океана і Тетії. Океаніда згадується в гомерівському гімні до Деметри. Була однією з німф, які гуляли з Персефоною, коли її викрав Аїд.

- Іанта — молода дівчина, така гарна, що, коли вона померла, боги створили фіолетові квіти навколо її могили.